# اولونگدو
اولونگدو (به لاتین: Ulleungdo) یک جزیره در کره جنوبی است که در شهرستان اوللونگ واقع شده‌است. اولونونگدو ۹٬۱۹۱ نفر جمعیت دارد و ۹۸۴ متر بالاتر از سطح دریا واقع شده‌است.